# Heinrich-von-Stephan-Plakette

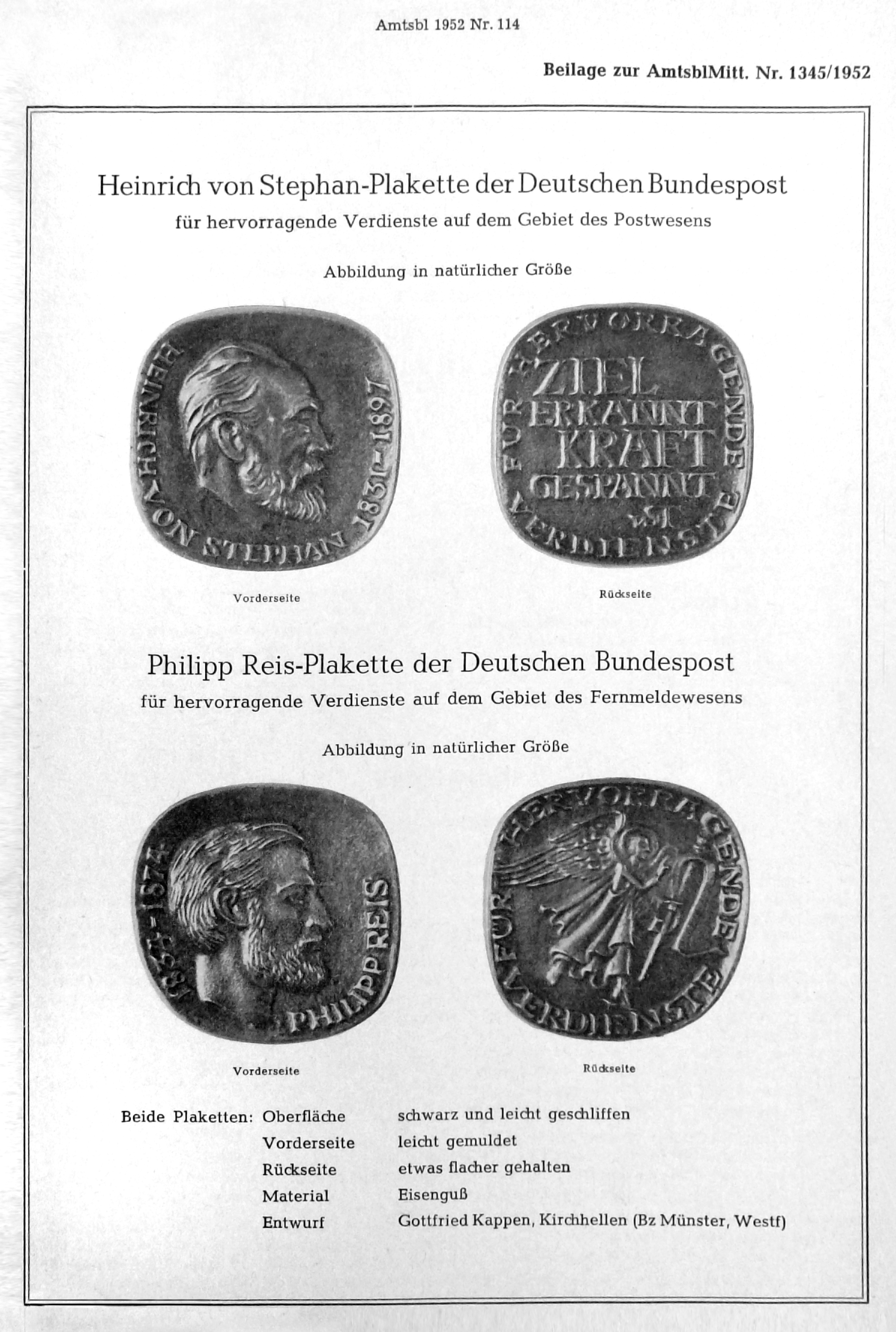
Abbildungen der beiden Plaketten in der Beilage zur Amtsblatt-Nummer 1334/1952

Die Heinrich-von-Stephan-Plakette (ursprünglich: Heinrich-von-Stephan-Plakette der Deutschen Bundespost) wurde vom Bundespostminister Hans Schuberth am 26. Oktober 1952, zusammen mit der Philipp Reis-Plakette der Deutschen Bundespost, gestiftet.

## Anlass
Um Persönlichkeiten, die sich auf dem Gebiet des Postwesens hervorragend verdient gemacht haben, den Dank und die Anerkennung der Deutschen Bundespost öffentlich zum Ausdruck zu bringen, stiftete der Bundespostminister Hans Schuberth die Heinrich-von-Stephan-Plakette.
Der Verleihungstag ist gewählt, weil am 26. Oktober 1861 Philipp Reis im Physikalischen Verein zu Frankfurt am Main den ersten öffentlichen Experimentalvortrag über den von ihm erfundenen Fernsprecher hielt, und weil 1877, ebenfalls am 26. Oktober, Heinrich von Stephan den Fernsprecher zum staatlichen Nachrichtenmittel bestimmt hat.
Nach der Auflösung des Bundespostministeriums 1998 nimmt der Bundeswirtschaftsminister die Verleihung an verdiente Persönlichkeiten aus Wissenschaft, Wirtschaft und auf dem Gebiet der Postdienstleistungen wahr.

## Plakette und Urkunde
Die Plakette ist 52 × 52 Millimeter groß und zeigt auf der Vorderseite das Bild von Heinrich von Stephan im Profil und am Rande die umlaufende Schrift „Heinrich von Stephan 1831–1897“, auf der Rückseite befindet sich das Zitat „Ziel erkannt, Kraft gespannt“, das ebenfalls von Stephan stammt. Eingerahmt wird es durch die umlaufende Schrift „Für hervorragende Verdienste“. Der Entwurf für die Plakette stammt von Gottfried Kappen aus Kirchhellen.
Die Preisträger erhielten eine Verleihungsurkunde mit der Unterschrift des Bundespostministers und wurden im Amtsblatt der Bundespostministeriums bekannt gegeben. Die Plakette geht in das Eigentum des Preisträgers über.

## Preisträger
1. 1952: Staatssekretär a. D. Karl Sautter[2]
2. 1953: Ministerialdirektor a. D. Hans Rackow[2][3]
3. 1954: Geheimer Postrat Präsident a. D. Walter Schenk[2]
4. 1955:	Ministerialdirektor a. D. Friedrich Hubrig[2][4]
5. 1956:	Abteilungspräsident a. D. Hans Schwaighofer[2]
1957: nicht verliehen[2]
6. 1958: Ministerialdirigent a. D. Heinrich Thomas[2]
7. 1959: Präsident a. D. Adolf Stenz[2]
1960: nicht verliehen[2]
8. 1961: Generaldirektor Marcel Faucon (Frankreich)[2][5]
9. 1962: Generaldirektor Emil Raus (Luxemburg)[2]
1963: nicht verliehen[2]
10. 1964: Generaldirektor Edmond Struyf (Belgien) und an Ministerialrat a. D. Robert Poeverlein[2][6]
11. 1965: Ministerialdirektor a. D. Ferdinand Zaubitzer[7]
12. 1966:	Generaldirektor Edouard Weber (Internationales Büro des Weltpostvereins)[8]
1967: ?
13. 1968: Karl Herz
14. 1969: Vicente Tuason (Bern)[9]
15. 1970:	Katsumi Soyama (Japanischer Vizeminister für Post- und Fernmeldewesen)[10]
16. 1971: Oiva Johannes Saloila (Finnland)[11]
17. 1972: Hendrik Reinoud[12]
18. 1973: Generaldirektor Rudolf Pabeschitz (Österreich)[13]
19. 1974: Markus Redli (Schweiz)[14][15]
20. 1975: René Joder (Frankreich)[16]

- 1980/1981: Philippus Leenman, Generaldirektor der niederländischen Post- und Fernmeldeverwaltung[17]
- 1995: Christian Schwarz-Schilling
- 2001: Eberhard Witte[18][19]
- 2003: Klaus Zumwinkel[20][21][22]